# Wladislaw Alexandrowitsch Buljin
Wladislaw Alexandrowitsch Buljin (russisch Владислав Александрович Бульин; * 18. Mai 1972 in Pensa, Russische SFSR) ist ein russischer Eishockeyspieler, der seit Oktober 2011 bei Disel Pensa in der Wysschaja Hockey-Liga unter Vertrag steht.

## Karriere
Buljin begann seine Karriere bei Diselist Pensa in der zweitklassigen russischen Wysschaja Liga, die er 1992 verließ, um beim HK Dynamo Moskau in der Superliga anzuheuern. Im gleichen Jahr wurde er im NHL Entry Draft von den Philadelphia Flyers in der fünften Runde an insgesamt 103. Stelle gezogen. Nach zwei Spielzeiten in Moskau und dem Gewinn des damaligen Meistertitels der GUS, wechselte der Verteidiger in die American Hockey League zu den Hershey Bears, die er 1996 in Richtung Philadelphia Phantoms verließ. Die Starbulls Rosenheim engagierten den Russen zur Saison 1997/98, jedoch konnte Buljin bei den Oberbayern nicht überzeugen und er wechselte zunächst zum SKA Sankt Petersburg, um 1999 für die Augsburger Panther einen erneuten Versuch in der Deutschen Eishockey Liga zu starten. Nach einem Jahr verpflichteten ihn die Hannover Scorpions, bei denen er sein Image als „eisenharter“ Verteidiger bestätigte. Bei den Niedersachsen sammelte er in der Spielzeit 2000/01 insgesamt 190 Strafminuten.
In die russische Superliga kehrte er 2001 zurück, wo der Linksschütze seine größten Erfolge feiern sollte. Nach jeweils zwei Jahren beim HK Lada Toljatti und dem HK Dynamo Moskau wurde er 2005 mit HK Metallurg Magnitogorsk Spengler-Cup-Sieger und gewann neben seiner zweiten russischen Meisterschaft 2008 den IIHF European Champions Cup.

### International
Für Russland nahm Buljin an der Junioren-Weltmeisterschaft 1992 teil, bei der er mit seiner Mannschaft die Goldmedaille gewann.

## Erfolge und Auszeichnungen
- 1992 Goldmedaille bei der Junioren-Weltmeisterschaft
- 1993 GUS-Meister mit dem HK Dynamo Moskau
- 2005 Spengler-Cup-Sieger mit dem HK Metallurg Magnitogorsk
- 2007 Russischer Meister mit dem HK Metallurg Magnitogorsk
- 2008 IIHF-European-Champions-Cup-Gewinn mit dem HK Metallurg Magnitogorsk

## Statistik
(Stand: Ende der Saison 2010/11)